# Mongolestes
Mongolestes ('lladre mongol') és un gènere de mamífer mesonic extint de la família dels mesoníquids. Se n'han trobat restes fòssils a Àsia.